# تئاتر و سالن کنسرت ملی تایپه
تئاتر و سالن کنسرت ملی تایپه (انگلیسی: National Theater and Concert Hall, Taipei) یک مرکز هنرهای نمایشی در شهر تایپه، تایوان است.
این مجموعه که در سال ۱۹۸۷ با معماری سنتی چینی ساخته شده دارای دو سالن مخصوص تئاتر و کنسرت می‌باشد.
سالن تئاتر دارای چهار طبقه و ۱۴۹۸ نفر ظرفیت می‌باشد، سالن کنسرت نیز دارای سه طبقه و ۲۰۶۴ نفر ظرفیت است، همچنین سالن بلک‌باکس با ظرفیت ۱۷۹–۲۴۲ نفر و سالن موسیقی با ظرفیت ۳۶۱ نفر از دیگر امکانات این مجموعه محسوب می‌شوند.

## نگارخانه

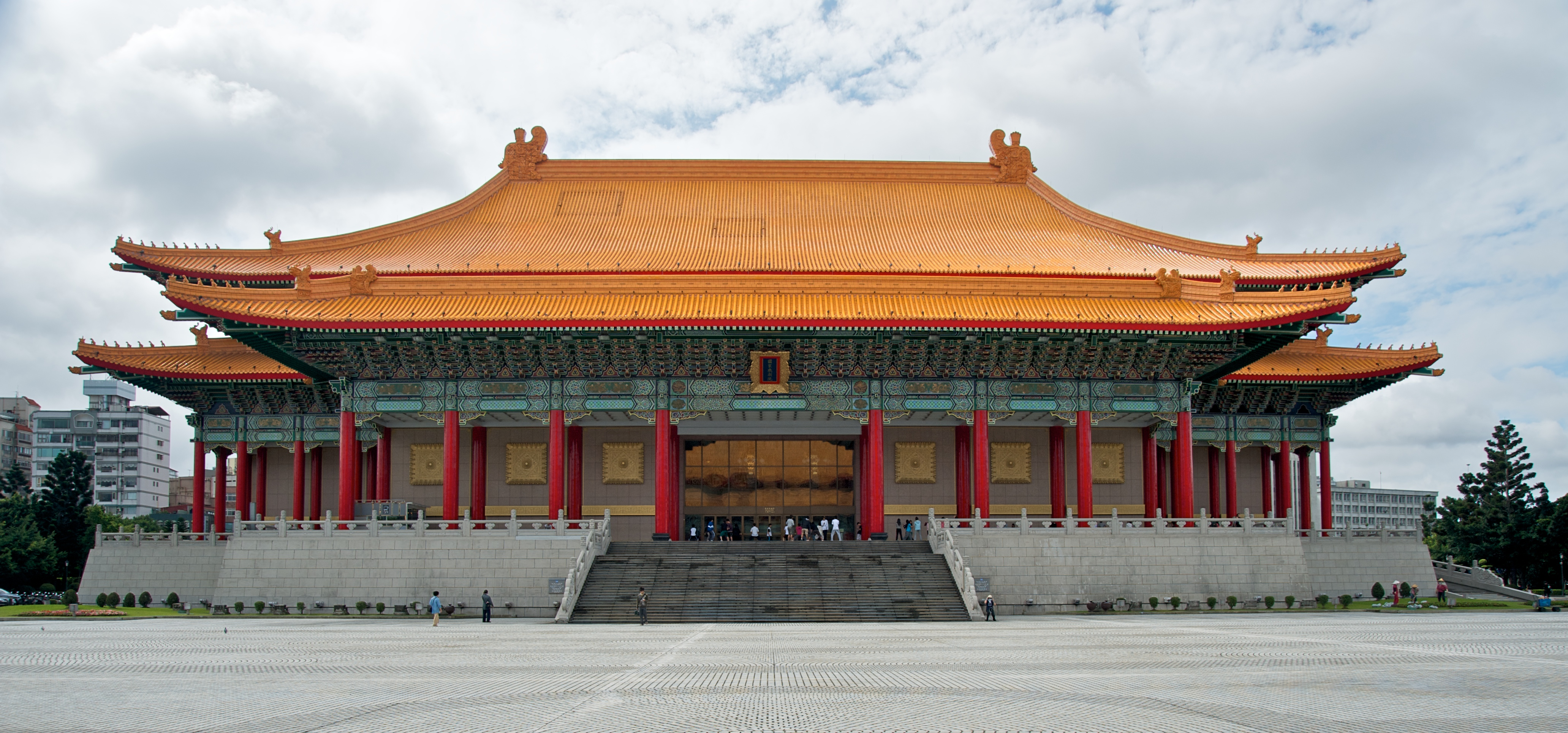
سالن تئاتر
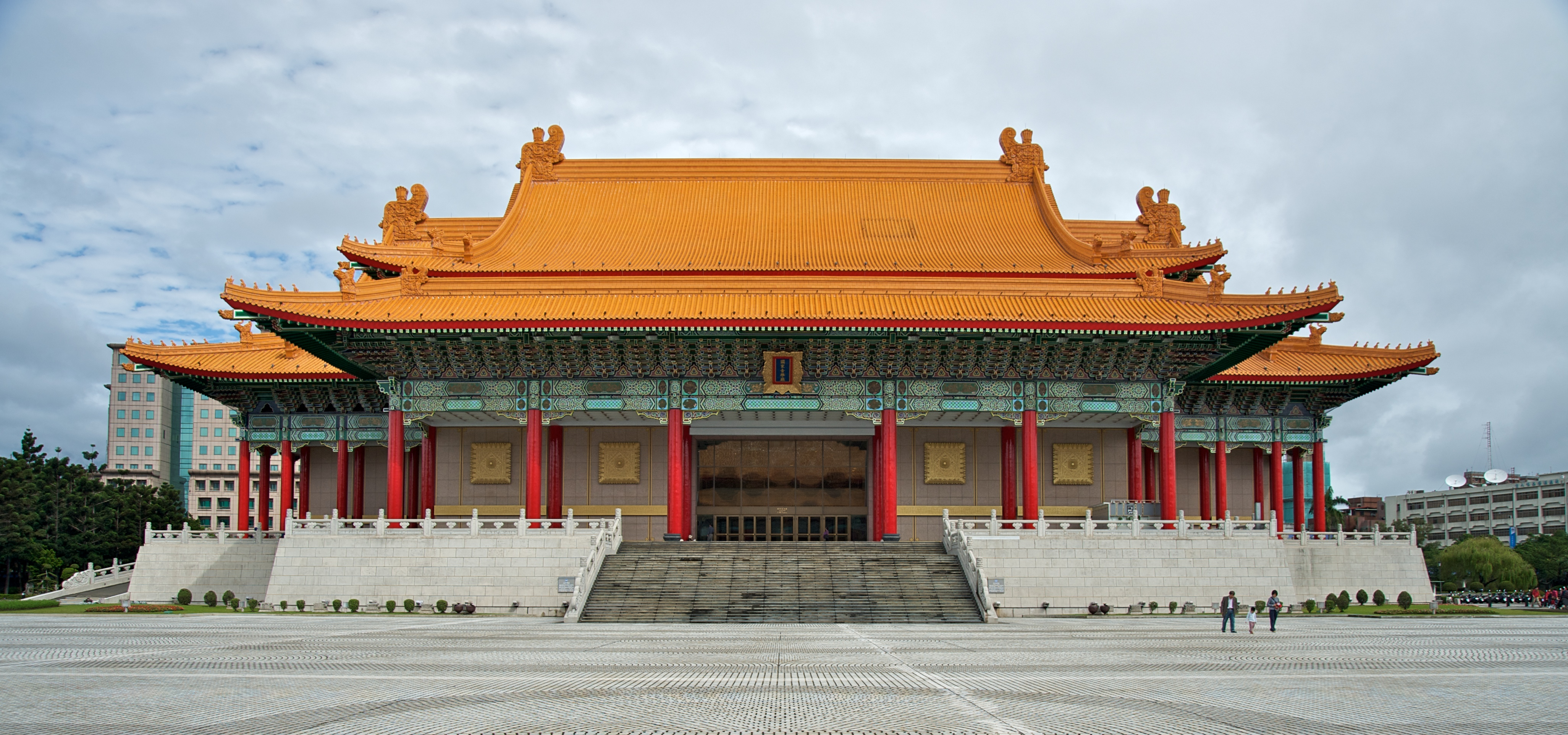
سالن کنسرت
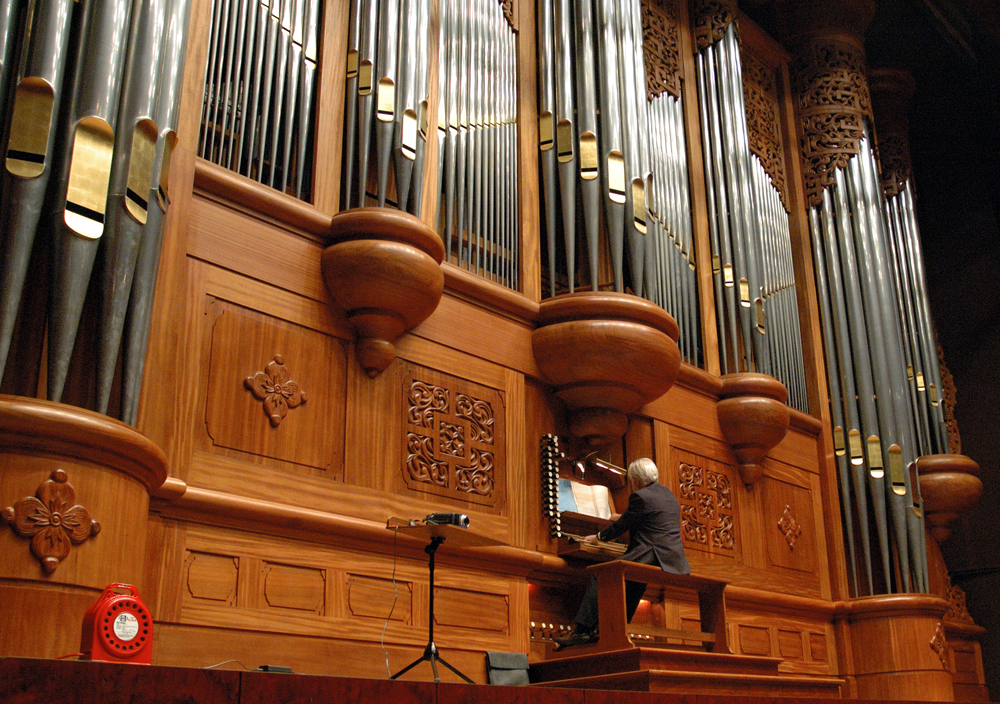
ارگ بادی سالن کنسرت
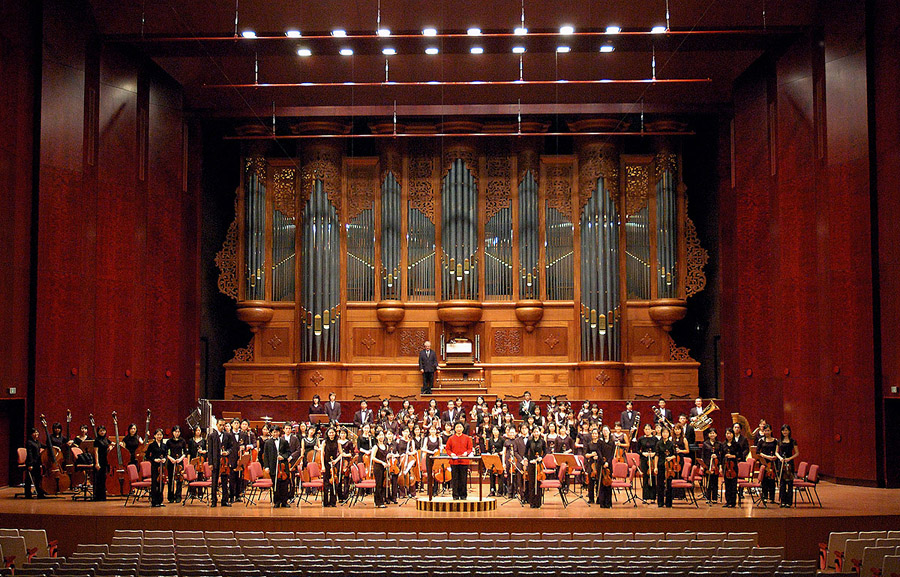
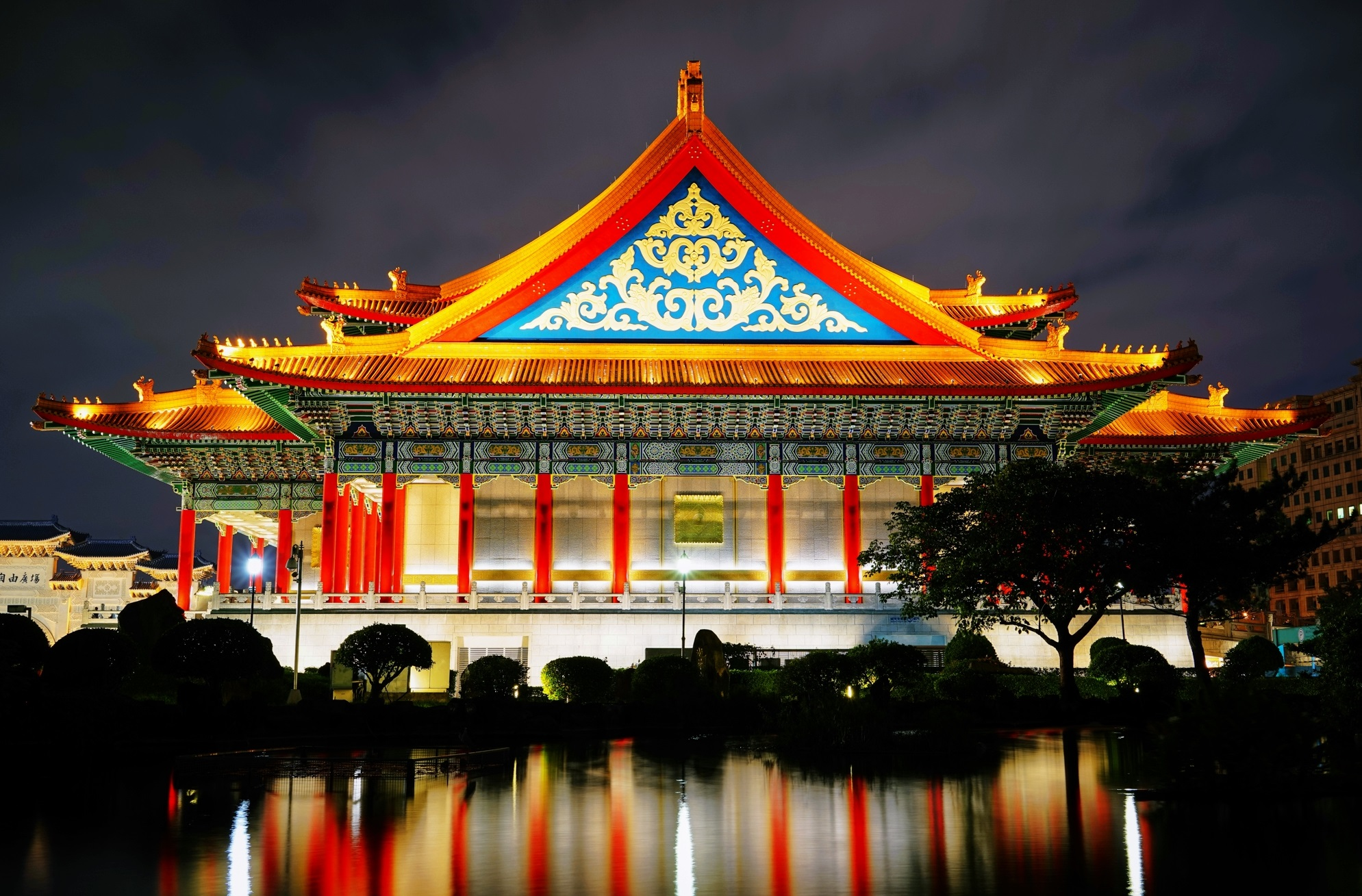
سالن کنسرت در شب